# Babenhausen (Hessen)

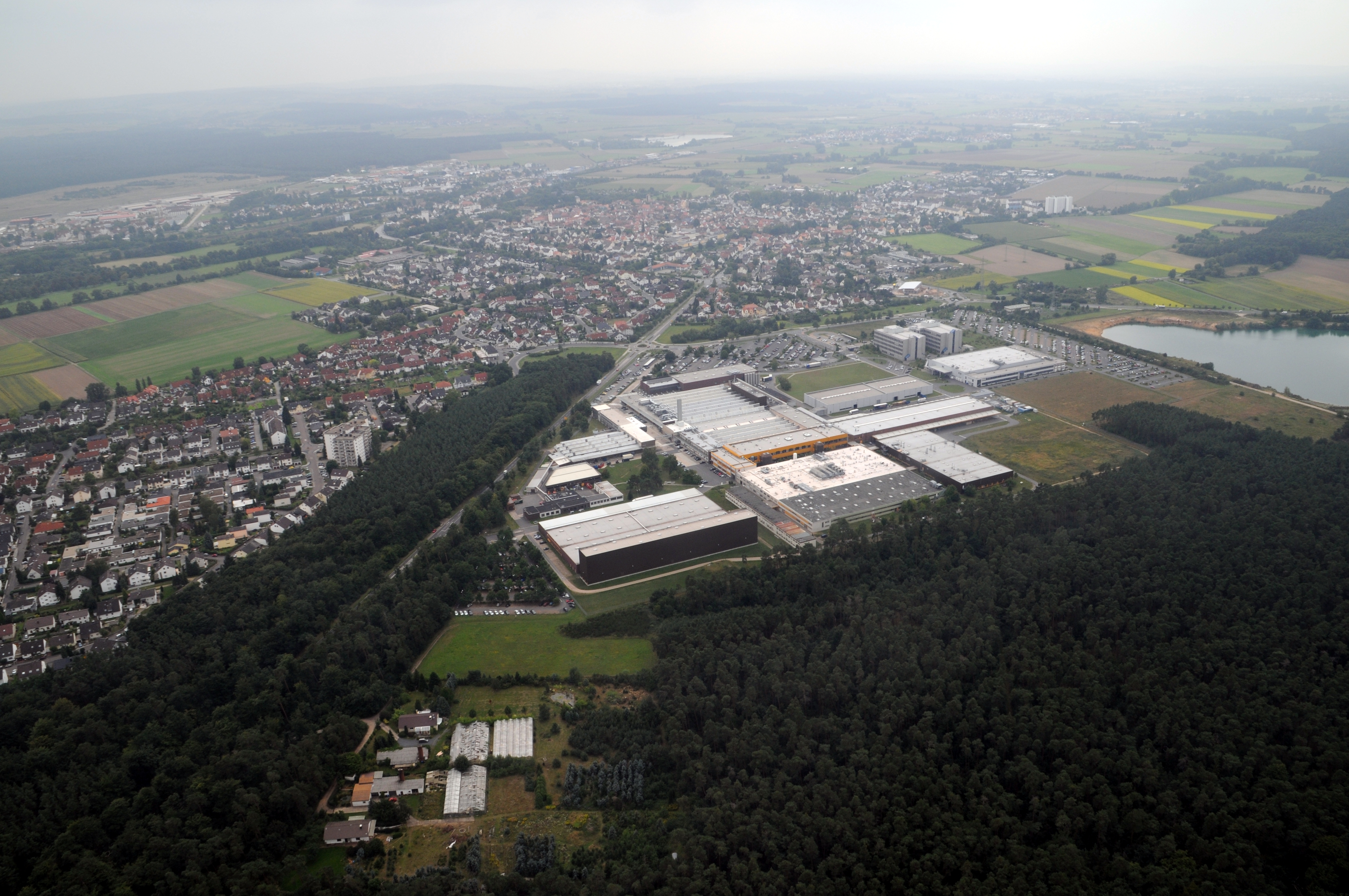
Luftbild von Babenhausen

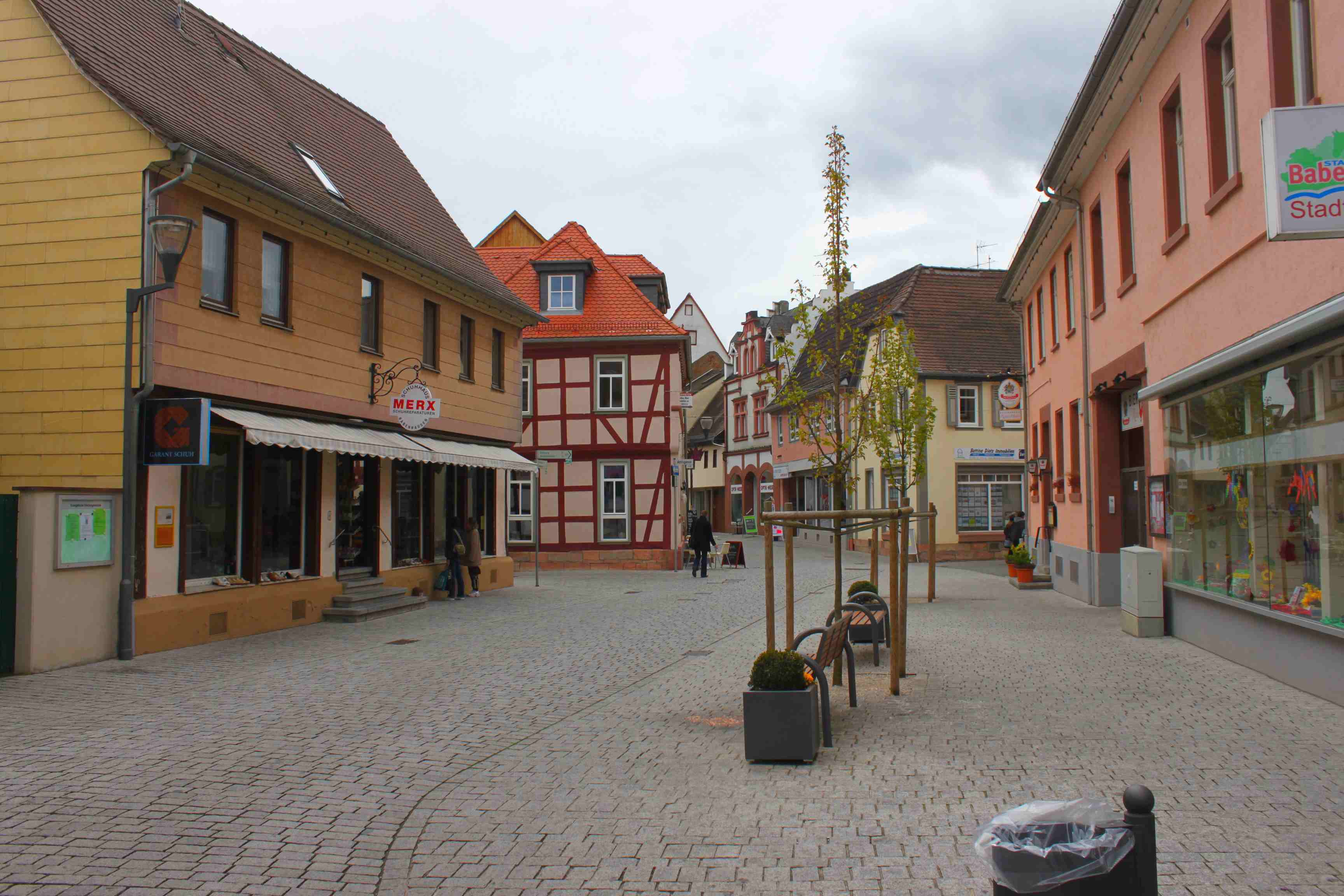
Fahrstraße, die Einkaufsstraße

Babenhausen (im lokalen Dialekt: Bawehause) ist eine Stadt im südhessischen Landkreis Darmstadt-Dieburg im Rhein-Main-Gebiet. Die Stadt liegt circa 34 km südöstlich von Frankfurt am Main.

## Geographie

### Geographische Lage
Die Stadt liegt in der Flugsandebene nördlich des Odenwaldes. Die Kernstadt liegt auf 124 m ü. NHN an der Gersprenz, die in mehreren Armen das Stadtgebiet durchfließt. Babenhausen ist eine der waldreichsten Gemeinden Südhessens. Das Umland wird zum Großteil ackerbaulich genutzt, u. a. werden Spargel und Mais angebaut. Um die Stadt verteilen sich mehrere Kiesgruben. Die Kernstadt besteht aus der Gemarkung Babenhausen. In dieser liegen die folgenden aktuellen bzw. historischen Siedlungsplätze:
- Wüstung Altdorf[5]
- Konfurter Mühle[6]
- Wüstung Langenbrücken[7]
- Burg; Schloss Babenhausen[8]
- Gewerbesiedlung Ziegelhütte[9]

Babenhausen liegt an der Deutschen Fachwerkstraße.

### Nachbargemeinden
Babenhausen grenzt im Norden an die Städte Rodgau und Seligenstadt sowie die Gemeinde Mainhausen (alle Kreis Offenbach), im Osten an die Märkte Stockstadt am Main und Großostheim (beide Landkreis Aschaffenburg), im Süden an die Gemeinde Schaafheim und die Stadt Groß-Umstadt sowie im Westen an die Gemeinden Münster (Hessen) und Eppertshausen (alle im Landkreis Darmstadt-Dieburg).

### Stadtgliederung
Die Stadt hat folgende Stadtteile:
- Babenhausen (Kernstadt)
- Harpertshausen
- Harreshausen
- Hergershausen
- Langstadt
- Sickenhofen

In der Kernstadt werden zudem noch verschiedene Wohngebiete mit Namen bezeichnet. Diese Namen sind jedoch nicht offiziell und auch nicht streng abgegrenzt (z. B. Erloch, Ost I–III, Altstadt).

## Geschichte

### Stadtentwicklung
Die älteste bekannte schriftliche Erwähnung von Babenhausen erfolgte unter dem Namen Babenhausense im Jahr 1236.
Adelheid von Münzenberg, Tochter Ulrichs I. von Münzenberg, heiratete noch vor 1245 (das genaue Jahr ist nicht überliefert) Reinhard I. von Hanau. Als Heiratsgut brachte sie unter anderem die Herrschaft Babenhausen mit, mit dem der Ort seitdem zur Herrschaft Hanau, später der Grafschaft Hanau und nach der Landesteilung von 1456 zur Grafschaft Hanau-Lichtenberg gehörte. Babenhausen war der Hauptort des Amtes Babenhausen.
Die Stadt wurde als Marktsiedlung planmäßig unmittelbar nördlich an die Burg Babenhausen als unregelmäßiges Viereck angelegt. Etwa in deren Mitte liegt der rechteckige Marktplatz, dessen Ostseite die (heute evangelische) Nikolauskirche bildet. Die Straßen zweigen rechtwinklig von der Hauptstraße ab und bilden westlich von ihr ein gitterförmiges Straßennetz.

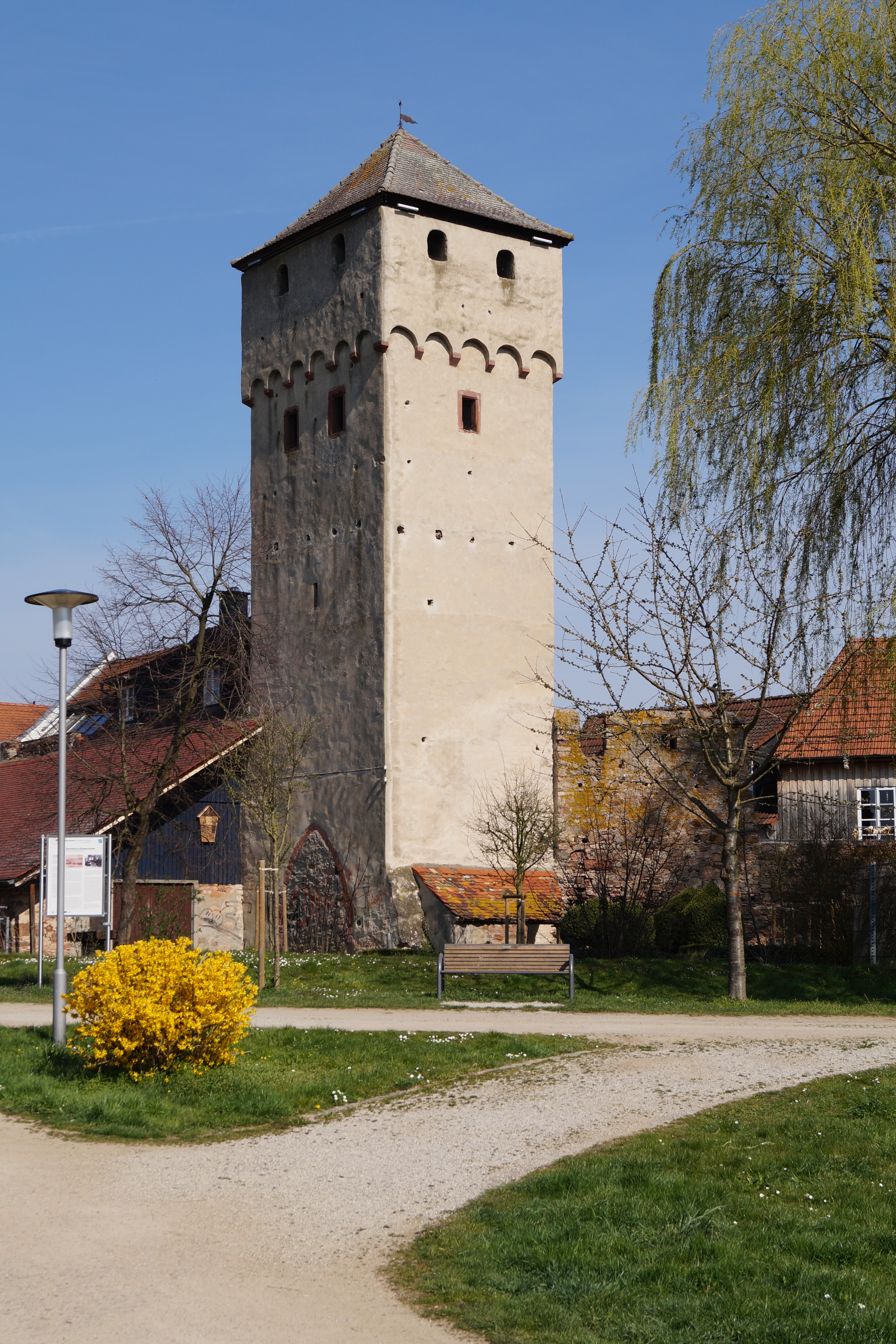
Der Hexenturm ist das Wahrzeichen von Babenhausen

Die Stadt erhielt 1295 durch König Adolf von Nassau Stadtrechte mit einem Wochenmarkt. In dieser Zeit wurde der Bau einer Stadtmauer begonnen, die 1445 mit Mauer und Graben neu errichtet wurde und ursprünglich sieben Türme und zwei Tore aufwies. Ein großer Teil der Mauer ist bis heute erhalten, ebenso der Mühlturm oder Hexenturm und der Breschturm oder „Spitze Turm“. Die Stadtrechtsverleihung durch König Adolf von Nassau wurde 1351, 1401 und 1404 erneuert.
Babenhausen hatte ein eigenes Stadtgericht, das das Stadtrecht von Frankfurt am Main anwandte. Darüber hinaus gehörte es zum Land- und Zentgericht Altdorf, das für größere Streitigkeiten zuständig war und ebenfalls Stadtrecht von Frankfurt und später das Solmser Landrecht anwandte. Im 16. Jahrhundert wurde dieses Gericht durch den Landesherren in die Stadt Babenhausen verlegt, wobei die Stadt selbst nicht mehr in die örtliche Zuständigkeit des Gerichts fallen sollte. Es wurde zudem zum Teil mit städtischen Schöffen besetzt und war zuständig für die wichtigeren Verfahren. Kleinere Verfahren verhandelte das Stadtgericht von Babenhausen.
Kaiser Karl IV. verlieh am 22. Februar 1368 Ulrich III. von Hanau das Recht, in Babenhausen eine Münzstätte zu errichten und dort Münzen mit eigenem Wappen und den in Frankfurt oder Nürnberg üblichen Nominalen zu prägen. Zwar bestätigt König Ruprecht 1404 das Münzrecht, Gebrauch aber wurde davon nicht gemacht. Erst Graf Philipp Ludwig II. von Hanau-Münzenberg, der dieses eigentlich nur für Babenhausen geltende Privileg stillschweigend auf Hanau übertrug, prägte danach erstmals Münzen. Erst unter Graf Johann Reinhard arbeitet eine Münzstätte in Babenhausen in den Jahren 1607–1625 und prägte unter anderem Goldgulden.
Um 1430 wurde der Ort Langenbrücken infolge der Agrarkrise zur Wüstung und ging in der Gemarkung Babenhausen auf.
1503, unter Graf Philipp II. von Hanau-Lichtenberg, erhielt die Stadt ein Privileg des Kaisers, einen Jahrmarkt abhalten zu dürfen – den Nikolausmarkt.
Im Dreißigjährigen Krieg fruchtete die seitens der Grafen Johann Reinhard I. (* 1569; † 1625) und Philipp Wolfgang (* 1595; † 1641) zunächst verfolgte Politik der Neutralität nicht. Das Amt Babenhausen litt mit seiner Lage im Rhein-Main-Gebiet in der Nähe der Kurpfalz und an den Heerstraßen im Rheintal besonders intensiv. Mehrfach von unterschiedlichen Kriegsparteien besetzt, waren die umliegenden Dörfer schon in den ersten Kriegsjahren verwüstet, die Bewohner flohen, allein 2500 in die Stadt Babenhausen, wo daraufhin die Pest ausbrach. 1631 traf es die Stadt und das Schloss Babenhausen erneut, als sie durch kaiserliche Truppen besetzt und geplündert wurden. Ein Jahr später marschierten die Schweden unter General Graf Wolfgang Heinrich von Isenburg-Büdingen ein. Vom 23. Februar bis zum 28. März 1635 wurde die Stadt erneut von den Kaiserlichen unter Graf Philipp von Mansfeld, allerdings erfolglos, belagert, 1636 dann aber doch bis 1647 von Kurmainz besetzt. Innerhalb der heutigen Gemarkung Babenhausen wurde durch Kriegsfolgen und Pest die Ortschaft Altdorf nach 1635 aufgegeben.

Ehemaliges Logo der Stadt Babenhausen

Nach dem Tod des letzten Hanauer Grafen, Johann Reinhard III., 1736 kam es um Stadt und Amt Babenhausen fast zu einer kriegerischen Auseinandersetzung zwischen den potentiellen Erben, der Landgrafschaft Hessen-Kassel und der Landgrafschaft Hessen-Darmstadt. Beide Seiten besetzten mit ihrem Militär jeweils einen Teil des Amtes. Die Stadt Babenhausen wurde durch hessen-kasselisches Militär besetzt. Die Auseinandersetzung konnte erst nach einem langjährigen Rechtsstreit vor den höchsten Reichsgerichten 1771 durch einen Vergleich, den sogenannten Partifikationsrezess, beendet werden. Danach fiel Babenhausen an die Landgrafschaft Hessen-Kassel. Im Jahr 1807 kam das Amt Babenhausen infolge der Napoleonische Kriege unter französische Verwaltung. Durch einen Staatsvertrag mit Frankreich 1810 aber an das Großherzogtum Hessen-Darmstadt und gehörte dann zu folgenden Verwaltungseinheiten: bis 1821: Amt Babenhausen; 1821 bis 1832: Landratsbezirk Seligenstadt in der Provinz Starkenburg des Großherzogtums Hessen; 1832 bis 1848: Kreis Offenbach mit der Einführung von Kreisen im Großherzogtum Hessen; 1848 bis 1852: Regierungsbezirk Dieburg während der Einteilung der Provinz Starkenburg in Regierungsbezirke; 1852 bis 1938: Kreis Dieburg mit der Aufhebung der Regierungsbezirke bis zum Ende der Provinz Starkenburg; 1938 bis 1977: Landkreis Dieburg; ab 1977: Landkreis Darmstadt-Dieburg, in dem der Landkreis Dieburg im Zuge der Gebietsreform in Hessen aufgeht.
Die Statistisch-topographisch-historische Beschreibung des Großherzogthums Hessen berichtet 1829 über Babenhausen:

„Babenhausen (L. Bez. Seligenstadt) Stadt; liegt am linken Ufer der Gersprenz, 2 St, von Seligenstadt und 4 St. von Steinheim, und hat 230 Häuser und 1602 Einw., die bis auf 20 Kath., 6 Reform und 80 Juden alle lutherisch sind. Man findet eine luther Pfarrkirche, die im 16. Jahrhundert erbaut worden ist, mit Bildsäulen einiger Päbste und Bischöfe, und der Gruft der Hanau Lichtenbergischen Linie, eine Posthalterei, das auf dem jenseitigen Ufer liegende, mit doppelten Wällen und drei Wassergräben versehene vormalige Gräf. Hanauische Residenzschloß, nun eine Militärstrafanstalt, ein 1804 erbautes Rathhaus, 2 Mahlmühlen, 1 Ziegelhütte und eine Leimsiederei. Jährlich werden hier 4 Krämermärkte gehalten. – Babenhausen, uraltes Eigenthum der Pfalzgrafen von Tübingen, oder eigentlich seine Mark, kommt 945 unter dem Namen Babenberg, zuerst urkundlich vor, und findet sich 1236 im Besitz der Herrn von Münzenberg. Zu dieser Zeit wird auch die Burg genannt. Sie hatte ihre Burgmänner, und als Zugehör konnte damals betrachtet werden: Altdorf, Hiltenhausen, Langenbrücken, Sickenhofen, Hergershausen und Harreshausen. Zwischen den Jahren 1258 bis 1278 kam Babenhausen mit 9 Dörfern an die Herrn von Hanau, als Münzenbergische Miterben, und 1295 wurde der Ort zur Stadt erhoben. Ulrich IV. von Hanau trug 1372 dem Kaiser Carl IV., der Babenhausen das Münzrecht ertheilte, Burg und Stadt zu Lehen auf. Nach des Ersteren Tod, 1404, gerieth sein Nachfolger Ulrich V. mit seinen Brüdern Johann und Reinhard, die auf eine größere Appanage Anspruch machten, in heftigen Streit, der endlich die Administration der Lande durch Erzbischof Johann II. zur Folge hatte. Nach Johann II. und Ulrich V. Tod, der in einem Jahre erfolgte, kam Reinhard II., obgleich Mainz sich mit Gewalt behaupten wollte, 1409 in den Besitz von Babenhausen, In dem Vertrag von 1458, wornach sich das gräfl. Hanauische Haus, in die Hanau–Münzenbergische und Hanau–Lichtenbergische Linie theilte, kam Burg und Stadt, sammt allem mittel- und unmittelbarem Zugehör, an die letztere Linie, die mit Graf Philipp I. begann. Dieser wählte 1467 die Stadt zur beständigen Residenz, wodurch sie sich sehr erhob. Graf Philipp III. verleibte 1521 die Dörfer Schaafheim, Harpertshausen, Schlierbach, Kleestadt, Langstadt mit Vorbehalt der pfälzischen Lehensrechte über Schaafheim etc., seiner Herrschaft Babenhausen ein. Im 30jährigen Krieg war Babenhausen bald im kaiserlichen, bald im schwedischen Besitz, und zuletzt nahm sie Churfürst Anselm Casimir von Mainz, der sie aber 1647 dem Grafen Johann Philipp als Deputirten, übergab. Nach dem Ausgang der Hanau–Lichtenbergischen Linie mit Graf Johann Reinhard, 1736, sollte die Herrschaft (Amt Babenhausen) in Besitz des Erbprinzen von Hessen-Darmstadt, als Gemahls der einzigen Tochter und einzigen Hanau–Lichtenbergischen Erben kommen; allein Hessen–Cassel widersetzte sich, und jedes dieser beiden Häuser setzte sich durch Militär in Besitz mehrerer Orte. Durch Vergleiches von 1762 und 1771 wurde das Amt in der Art getheilt, daß Hessen Darmstadt Schaafheim, Schlierbach, Altheim, Harpertshausen und Dietzenbach; Hessen Cassel aber Schloß und Stadt Babenhausen, Kleestadt, Langstadt, Harreshausen und Dudenhofen erhielt. Es gab nun zwei Aemter: Babenhausen und Schaafheim. Ersteres wurde 1807 von Frankreich in Besitz genommen, und 1810 dem zu dieser Zeit neu errichteten Großherzogthum Frankfurt einverleibt, von diesem aber noch in demselben Jahre an das Großherzogthum Hessen abgetreten.“

Anfang des 19. Jahrhunderts begannen die Durchbrüche durch den Festungsgürtel. Das Bachtor im Süden wurde 1819, das Hanauer Tor („Kühtor“) im Norden 1823 und der Bachtorturm 1840 niedergelegt. Aber es wurde auch neu gebaut: Ein neuer südwestlicher Stadtteil („Neue Welt“) wurde errichtet und die Stadt seit 1870 nach Norden erweitert. Das Spessartviertel kam 1925 dazu, die Siedlung an der Seligenstädter Landstraße 1936/37.
Während des Zweiten Weltkriegs bestand in Babenhausen ein Lager für sowjetische Kriegsgefangene, das nach Kriegsende als DP-Lager für jüdische, baltische und tschechische Displaced Persons diente. Das DP-Lager, in dem bis zu 3000 Personen untergebracht waren, wurde Ende 1950 aufgelöst.
Ab Januar 1951 wurde Babenhausen bis 2006 eine bedeutende Garnison der US-Army, die mit den Artillerieeinheiten MLRS und Patriot belegt war. Das genutzte Gelände lag im Südosten der Stadt. Die Nachfolgenutzung wird diskutiert, auch durch ein gemeinsames Projekt von Stadt und TU Darmstadt.

### Verwaltungsgeschichte im Überblick
Die folgende Liste zeigt die Staaten und Verwaltungseinheiten, denen Babenhausen angehört(e):

- vor 1458: Heiliges Römisches Reich, Grafschaft Hanau, Amt Babenhausen
- ab 1458: Heiliges Römisches Reich, Grafschaft Hanau-Lichtenberg, Amt Babenhausen
- ab 1691: Heiliges Römisches Reich, Grafschaft Hanau-Münzenberg, Amt Babenhausen
- 1736–1773: Strittig zwischen Landgrafschaft Hessen-Darmstadt und Landgrafschaft Hessen-Kassel
- ab 1773: Heiliges Römisches Reich, Landgrafschaft Hessen-Kassel (durch Vergleich mit Landgrafschaft Hessen-Darmstadt), Amt Babenhausen
- ab 1803: Heiliges Römisches Reich, Landgrafschaft Hessen-Kassel, Fürstentum Hanau, Amt Babenhausen[Anm. 2]
- ab 1806: Kaiserreich Frankreich,[Anm. 3] Fürstentum Hanau, Amt Babenhausen (Militärverwaltung; 1810 an das Großherzogtum Frankfurt)
- ab 1810: Großherzogtum Hessen,[Anm. 4] Fürstentum Starkenburg, Amt Babenhausen
- ab 1815: Großherzogtum Hessen[Anm. 5], Provinz Starkenburg, Amt Babenhausen
- ab 1821: Großherzogtum Hessen, Provinz Starkenburg, Landratsbezirk Seligenstadt[Anm. 6]
- ab 1832: Großherzogtum Hessen, Provinz Starkenburg, Kreis Offenbach
- ab 1848: Großherzogtum Hessen, Regierungsbezirk Dieburg
- ab 1852: Großherzogtum Hessen, Provinz Starkenburg, Kreis Dieburg
- ab 1871: Deutsches Reich,[Anm. 7] Großherzogtum Hessen, Provinz Starkenburg, Kreis Dieburg
- ab 1918: Deutsches Reich, Volksstaat Hessen,[Anm. 8] Provinz Starkenburg, Kreis Dieburg
- ab 1938: Deutsches Reich, Volksstaat Hessen, Landkreis Dieburg[16][Anm. 9]
- ab 1945: Deutsches Reich, Amerikanische Besatzungszone,[Anm. 10] Groß-Hessen, Regierungsbezirk Darmstadt, Landkreis Dieburg
- ab 1946: Deutsches Reich, Amerikanische Besatzungszone, Hessen, Regierungsbezirk Darmstadt, Landkreis Dieburg
- ab 1949: Bundesrepublik Deutschland, Hessen, Regierungsbezirk Darmstadt, Landkreis Dieburg
- ab 1977: Bundesrepublik Deutschland, Land Hessen, Regierungsbezirk Darmstadt, Landkreis Darmstadt-Dieburg

### Gerichtliche Zugehörigkeit
Bis 1821 nahm das Amt Babenhausen Verwaltung und Rechtsprechung in Babenhausen wahr. Mit der Verwaltungsreform im Großherzogtum Hessen in diesem Jahr wurden auch hier auf unterer Ebene Rechtsprechung und Verwaltung getrennt.
Für die Verwaltung wurden Landratsbezirke geschaffen, die erstinstanzliche Rechtsprechung Landgerichten übertragen. Der Landratsbezirk Seligenstadt erhielt die Zuständigkeit für die Verwaltung unter anderem für das gleichzeitig aufgelöste Amt Babenhausen, das Landgericht Steinheim übernahm im gleichen Bereich die zuvor durch die Ämter wahrgenommenen Aufgaben der Rechtsprechung. Der Sitz des Gerichts wurde zum 1. Juli 1835 nach Seligenstadt verlegt und die Bezeichnung in „Landgericht Seligenstadt“ geändert. Mit dem Gerichtsverfassungsgesetz von 1877 wurden Organisation und Bezeichnungen der Gerichte reichsweit vereinheitlicht. Zum 1. Oktober 1879 hob das Großherzogtum Hessen deshalb die Landgerichte auf. Funktional ersetzt wurden sie durch Amtsgerichte. So ersetzte das Amtsgericht Seligenstadt das Landgericht Seligenstadt.

### Eingemeindungen
Am 31. Dezember 1971 wurden im Zuge der Gebietsreform in Hessen die bis dahin selbständigen Gemeinden Harpertshausen, Langstadt und Harreshausen auf freiwilliger Basis als Stadtteile in die Stadt Babenhausen eingegliedert. Am 1. Juli 1972 folgte die Gemeinde Hergershausen und abschließend wurde am 1. Januar 1977 kraft Landesgesetz die Gemeinde Sickenhofen eingemeindet. Für die Kernstadt Babenhausen und die eingegliederten Stadtteile wurden Ortsbezirke mit Ortsbeirat und Ortsvorsteher nach der Hessischen Gemeindeordnung eingerichtet.

## Bevölkerung

### Einwohnerstruktur 2011/2022
Nach den Erhebungen des Zensus 2011 / Zensus 2022 lebten am Stichtag, 9. Mai 2011 / 15. Mai 2022, in Babenhausen 15.587/16.957 Einwohner. Darunter waren 2117/2946 (13,6 % / 17,4 %) Ausländer, von denen 965/1430 aus dem EU-Ausland, 944/980 aus anderen europäischen Ländern und 209/536 aus anderen Staaten kamen./ Von den deutschen Einwohnern hatten 9,2 % / 19,8 % einen Migrationshintergrund./ Nach dem Lebensalter waren 2766/2952 Einwohner unter 18 Jahren, 6657/6464 waren zwischen 18 und 49, 3223/4059 zwischen 50 und 64 und 2931/3477 Einwohner waren älter./
Die Einwohner lebten in 6568/4705 Haushalten. Davon waren 1907/? Singlehaushalte, 1941/2026 Paare ohne Kinder und 2006/2084 Paare mit Kindern, sowie 584/594 Alleinerziehende und 131/? Wohngemeinschaften.
In 1278/706 Haushalten lebten ausschließlich Senioren und in 4541/3247 Haushaltungen lebten keine Senioren./

### Einwohnerentwicklung
| Quelle: Historisches Ortslexikon |                                                                                |
| • 1377                           | 0070 Gemeinsleute, etwa 300 Einwohner                                          |
| • 1636:                          | 0090 Familien, einschließlich des benachbarten Dietzenbach, etwa 350 Einwohner |
| • 1707:                          | 0169 Familien                                                                  |
| • 1775:                          | 0230 Familien und 48 Witwen                                                    |
| • 1829:                          | 1602 Einwohner, 230 Häuser                                                     |
| • 1867:                          | 2104 Einwohner, 275 Häuser                                                     |
| • 1948:                          | 3702 Einwohner, davon 410 Neubürger, 384 Evakuierte                            |

| Babenhausen: Einwohnerzahlen von 1754 bis 2020 | Babenhausen: Einwohnerzahlen von 1754 bis 2020 | Babenhausen: Einwohnerzahlen von 1754 bis 2020 | Babenhausen: Einwohnerzahlen von 1754 bis 2020 | Babenhausen: Einwohnerzahlen von 1754 bis 2020 |
| --- | ---------------------------------------------- | ---------------------------------------------- | ---------------------------------------------- | ---------------------------------------------- |
| Jahr |                                                |                                                |                                                | Einwohner                                      |
| 1754 | 1754                                           |                                                | 928                                            | 928                                            |
| 1786 | 1786                                           |                                                | 1.033                                          | 1.033                                          |
| 1795 | 1795                                           |                                                | 1.195                                          | 1.195                                          |
| 1800 | 1800                                           |                                                | 1.192                                          | 1.192                                          |
| 1822 | 1822                                           |                                                | 1.569                                          | 1.569                                          |
| 1829 | 1829                                           |                                                | 1.602                                          | 1.602                                          |
| 1834 | 1834                                           |                                                | 1.769                                          | 1.769                                          |
| 1840 | 1840                                           |                                                | 1.904                                          | 1.904                                          |
| 1846 | 1846                                           |                                                | 2.011                                          | 2.011                                          |
| 1852 | 1852                                           |                                                | 1.965                                          | 1.965                                          |
| 1858 | 1858                                           |                                                | 2.099                                          | 2.099                                          |
| 1864 | 1864                                           |                                                | 2.074                                          | 2.074                                          |
| 1871 | 1871                                           |                                                | 2.673                                          | 2.673                                          |
| 1875 | 1875                                           |                                                | 2.516                                          | 2.516                                          |
| 1885 | 1885                                           |                                                | 2.544                                          | 2.544                                          |
| 1895 | 1895                                           |                                                | 2.066                                          | 2.066                                          |
| 1905 | 1905                                           |                                                | 2.862                                          | 2.862                                          |
| 1910 | 1910                                           |                                                | 2.947                                          | 2.947                                          |
| 1925 | 1925                                           |                                                | 3.029                                          | 3.029                                          |
| 1939 | 1939                                           |                                                | 3.143                                          | 3.143                                          |
| 1946 | 1946                                           |                                                | 3.343                                          | 3.343                                          |
| 1950 | 1950                                           |                                                | 4.567                                          | 4.567                                          |
| 1956 | 1956                                           |                                                | 4.270                                          | 4.270                                          |
| 1961 | 1961                                           |                                                | 4.583                                          | 4.583                                          |
| 1967 | 1967                                           |                                                | 7.117                                          | 7.117                                          |
| 1970 | 1970                                           |                                                | 7.240                                          | 7.240                                          |
| 1972 | 1972                                           |                                                | 12.546                                         | 12.546                                         |
| 1975 | 1975                                           |                                                | 13.950                                         | 13.950                                         |
| 1980 | 1980                                           |                                                | 14.065                                         | 14.065                                         |
| 1985 | 1985                                           |                                                | 13.673                                         | 13.673                                         |
| 1990 | 1990                                           |                                                | 15.066                                         | 15.066                                         |
| 1995 | 1995                                           |                                                | 16.300                                         | 16.300                                         |
| 2000 | 2000                                           |                                                | 16.328                                         | 16.328                                         |
| 2005 | 2005                                           |                                                | 16.299                                         | 16.299                                         |
| 2010 | 2010                                           |                                                | 15.958                                         | 15.958                                         |
| 2011 | 2011                                           |                                                | 15.587                                         | 15.587                                         |
| 2015 | 2015                                           |                                                | 16.728                                         | 16.728                                         |
| 2020 | 2020                                           |                                                | 16.927                                         | 16.927                                         |
| Datenquelle: Historisches Gemeindeverzeichnis für Hessen: Die Bevölkerung der Gemeinden 1834 bis 1967. Wiesbaden: Hessisches Statistisches Landesamt, 1968. Weitere Quellen: LAGIS; 1972:; Hessisches Statistisches Informationssystem; Zensus 2011 Ab 1972 einschließlich der im Zuge der Gebietsreform in Hessen eingegliederten Orte. |                                                |                                                |                                                |                                                |

### Historische Religionszugehörigkeit
| • 1829: | 1496 lutheranische (= 93,38 %), 6 reformierte (= 0,37 %), 80 jüdische (= 4,99 %) und 20 katholische (= 1,25 %) Einwohner                             |
| • 1961: | 3362 evangelische (= 73,36 %), 1075 (= 23,46 %) katholische Einwohner                                                                                |
| • 1987: | 7801 evangelische (= 55,82 %), 4063 katholische (= 29,07 %), 2111 sonstige (= 15,11 %) Einwohner                                                     |
| • 2011: | 6600 evangelische (= 43,3 %), 3778 katholische (= 24,2 %), 220 orthodoxe (= 1,4 %), 320 andersgläubige (= 2,1 %), 4300 sonstige (= 27,6 %) Einwohner |
| • 2022: | 5109 evangelische (= 30,1 %), 3404 katholische (= 20,1 %), 8439 sonstige (= 49,8 %) Einwohner                                                        |

### Erwerbstätigkeit
Die Gemeinde im Vergleich mit Landkreis, Regierungsbezirk Darmstadt und Hessen:
|                                                   | Jahr | Gemeinde | Landkreis | Regierungsbezirk | Hessen    |
| ------------------------------------------------- | ---- | -------- | --------- | ---------------- | --------- |
| Sozialversicherungspflichtig Beschäftigte         | 2017 | 6.52     | 74.525    | 1.695.567        | 2.524.156 |
| Veränderung zu                                    | 2000 | +28,1 %  | +21,1 %   | +16,1 %          | +16,0 %   |
| davon Vollzeit                                    | 2017 | 79,2 %   | 68,3 %    | 72,8 %           | 71,8 %    |
| davon Teilzeit                                    | 2017 | 20,8 %   | 31,7 %    | 27,2 %           | 28,2 %    |
| Ausschließlich geringfügig entlohnte Beschäftigte | 2017 | 758      | 15.305    | 224.267          | 372.991   |
| Veränderung zu                                    | 2000 | +15,0 %  | +14,4 %   | +9,0 %           | +8,8 %    |

| Branche                         | Jahr | Gemeinde | Landkreis | Regierungsbezirk | Hessen |
| ------------------------------- | ---- | -------- | --------- | ---------------- | ------ |
| Produzierendes Gewerbe          | 2000 | 73,6 %   | 41,1 %    | 27,0 %           | 30,6 % |
|                                 | 2017 | 61,6 %   | 31,3 %    | 20,4 %           | 24,3 % |
| Handel, Gastgewerbe und Verkehr | 2000 | 11,8 %   | 26,1 %    | 26,4 %           | 25,1 % |
|                                 | 2017 | 15,2 %   | 26,8 %    | 24,7 %           | 23,8 % |
| Unternehmensdienstleistungen    | 2000 | 4,0 %    | 11,6 %    | 25,1 %           | 20,2 % |
|                                 | 2017 | 13,0 %   | 17,1 %    | 31,6 %           | 26,1 % |
| Sonstige Dienstleistungen       | 2000 | 8,9 %    | 18,8 %    | 20,1 %           | 22,5 % |
|                                 | 2017 | 9,5 %    | 23,6 %    | 23,0 %           | 25,4 % |
| Sonstiges (bzw. ohne Zuordnung) | 2000 | 1,8 %    | 2,4 %     | 1,4 %            | 1,5 %  |
|                                 | 2017 | 0,8 %    | 1,1 %     | 0,3 %            | 0,4 %  |

## Religion

### Christliche Kirche
Ursprünglich war die Kirche von Babenhausen eine Filialkirche von Altdorf und erst 1339 wurde sie als selbständige Pfarrkirche genannt. Zum Kirchspiel gehörten die Dörfer Langenbrücken und Zell. Das Patronatsrecht lag bei den Herren von Hanau. Kirchliche Mittelbehörde war das Archidiakonat St. Peter und Alexander in Aschaffenburg, Landkapitel Montat.
Die Reformation erfolgte 1545 durch Erasmus Alberus unter Graf Philipp IV. von Hanau-Lichtenberg. Die Gemeinde wurde lutherisch. Zwischen 1777 und 1796 bestand unter den reformierten Landgrafen von Hessen-Kassel eine reformierte Pfarrerstelle. Nach 1807 fand kein reformierter Gottesdienst mehr statt.

### Jüdische Gemeinde

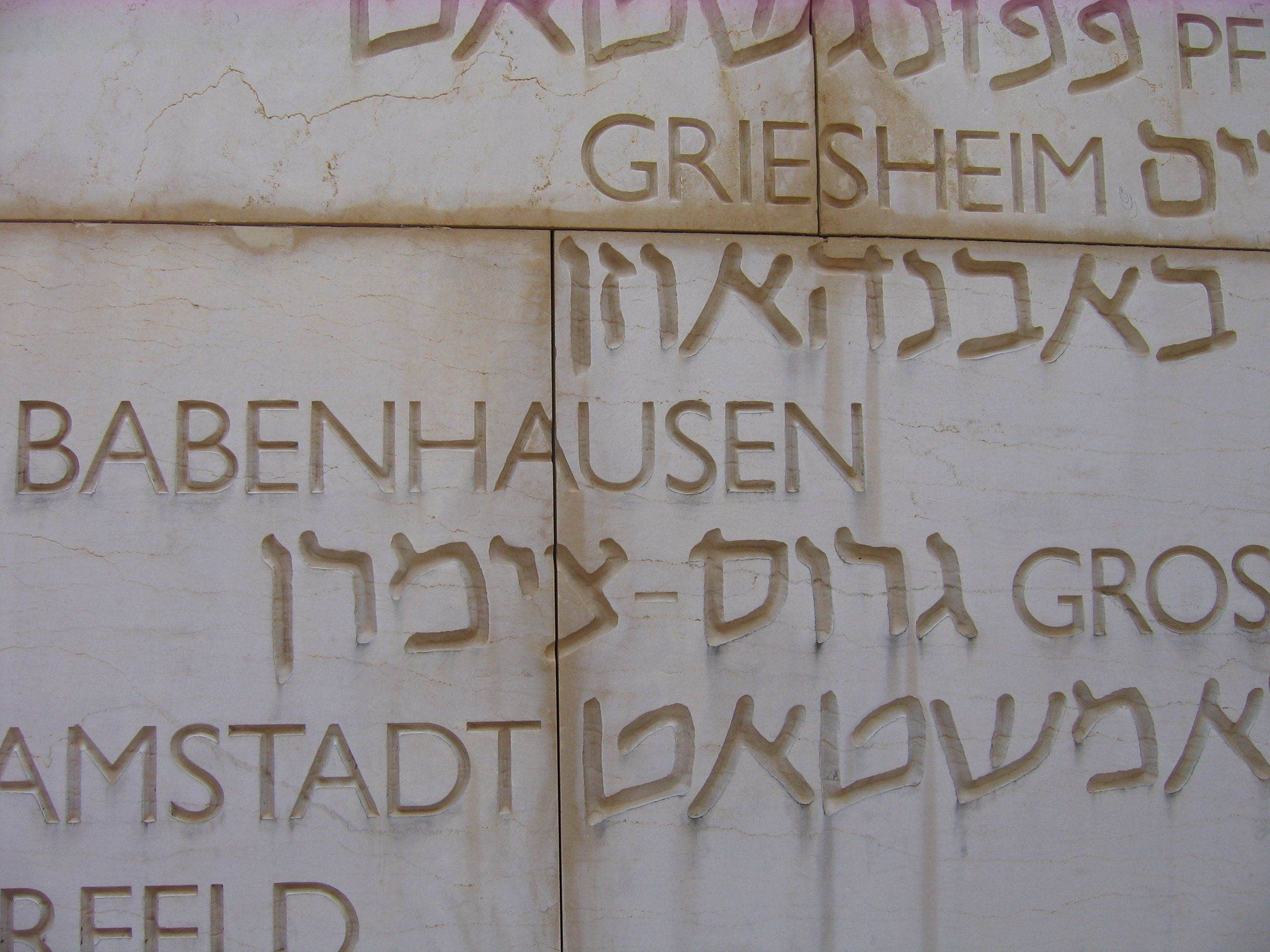
Gedenkinschrift für die jüdische Gemeinde von Babenhausen, im Tal der Gemeinden in Yad Vashem

Die älteste Erwähnung eines Juden in Babenhausen stammt aus dem Jahr 1318. Einhundert Jahre später wird eine Judenschule (Synagoge) erwähnt. Seit 1351 waren die Herren und Grafen von Hanau mit dem Reichslehen über die Juden belehnt, das bis ins 17. Jahrhundert immer wieder bestätigt wurde. Die jüdische Gemeinde in Babenhausen wurde erst durch den Holocaust ausgelöscht. Der jüdische Friedhof existiert noch. Am Standort der ehemaligen Synagoge in der Amtsgasse wurde ein Gedenkstein errichtet. Bauliche Reste, die säkular genutzt wurden, bestanden zumindest noch 1985.

## Politik

### Stadtverordnetenversammlung
Die Kommunalwahl am 14. März 2021 lieferte folgendes Ergebnis, in Vergleich gesetzt zu früheren Kommunalwahlen:
| Sitzverteilung in der Stadtverordnetenversammlung 2021Insgesamt 37 Sitze - Linke: 1 - SPD: 8 - Grüne: 5 - FDP: 4 - CDU: 14 - FW: 5 | Parteien und Wählergemeinschaften | Parteien und Wählergemeinschaften           | % 2021 | Sitze 2021 | % 2016 | Sitze 2016 | % 2011 | Sitze 2011 | % 2006 | Sitze 2006 | % 2001 | Sitze 2001 |
| Sitzverteilung in der Stadtverordnetenversammlung 2021Insgesamt 37 Sitze - Linke: 1 - SPD: 8 - Grüne: 5 - FDP: 4 - CDU: 14 - FW: 5 | CDU                               | Christlich Demokratische Union Deutschlands | 38,8   | 14         | 33,9   | 13         | 29,5   | 11         | 39,4   | 15         | 44,4   | 17         |
| Sitzverteilung in der Stadtverordnetenversammlung 2021Insgesamt 37 Sitze - Linke: 1 - SPD: 8 - Grüne: 5 - FDP: 4 - CDU: 14 - FW: 5 | SPD                               | Sozialdemokratische Partei Deutschlands     | 22,0   | 8          | 32,9   | 12         | 36,9   | 14         | 30,4   | 11         | 38,4   | 14         |
| Sitzverteilung in der Stadtverordnetenversammlung 2021Insgesamt 37 Sitze - Linke: 1 - SPD: 8 - Grüne: 5 - FDP: 4 - CDU: 14 - FW: 5 | FWB                               | Freie Wähler Babenhausen                    | 13,2   | 5          | 15,0   | 6          | 12,0   | 4          | 9,6    | 3          | 3,5    | 1          |
| Sitzverteilung in der Stadtverordnetenversammlung 2021Insgesamt 37 Sitze - Linke: 1 - SPD: 8 - Grüne: 5 - FDP: 4 - CDU: 14 - FW: 5 | FDP                               | Freie Demokratische Partei                  | 9,6    | 4          | 9,1    | 3          | 4,2    | 1          | 5,0    | 2          | 4,7    | 2          |
| Sitzverteilung in der Stadtverordnetenversammlung 2021Insgesamt 37 Sitze - Linke: 1 - SPD: 8 - Grüne: 5 - FDP: 4 - CDU: 14 - FW: 5 | GRÜNE                             | Bündnis 90/Die Grünen                       | 14,5   | 5          | 7,0    | 3          | 15,3   | 6          | 12,3   | 5          | 9,0    | 3          |
| Sitzverteilung in der Stadtverordnetenversammlung 2021Insgesamt 37 Sitze - Linke: 1 - SPD: 8 - Grüne: 5 - FDP: 4 - CDU: 14 - FW: 5 | LINKE                             | Die Linke                                   | 1,9    | 1          | 1,4    | 0          | —      | —          | —      | —          | —      | —          |
| Sitzverteilung in der Stadtverordnetenversammlung 2021Insgesamt 37 Sitze - Linke: 1 - SPD: 8 - Grüne: 5 - FDP: 4 - CDU: 14 - FW: 5 | Die Bürger                        | Die Bürger für Babenhausen                  | –      | –          | 0,6    | 0          | 2,0    | 1          | 3,2    | 1          | —      | —          |
| Sitzverteilung in der Stadtverordnetenversammlung 2021Insgesamt 37 Sitze - Linke: 1 - SPD: 8 - Grüne: 5 - FDP: 4 - CDU: 14 - FW: 5 | Gesamt                            | Gesamt                                      | 100    | 37         | 100    | 37         | 100    | 37         | 100    | 37         | 100    | 37         |
| Sitzverteilung in der Stadtverordnetenversammlung 2021Insgesamt 37 Sitze - Linke: 1 - SPD: 8 - Grüne: 5 - FDP: 4 - CDU: 14 - FW: 5 | Wahlbeteiligung in %              | Wahlbeteiligung in %                        | 47,1   | 47,1       | 47,9   | 47,9       | 47,9   | 47,9       | 45,9   | 45,9       | 53,9   | 53,9       |

### Bürgermeister
Nach der hessischen Kommunalverfassung wird der Bürgermeister für eine sechsjährige Amtszeit gewählt, seit dem Jahr 1993 in einer Direktwahl, und ist Vorsitzender des Magistrats, dem in der Stadt Babenhausen neben dem Bürgermeister ehrenamtlich ein Erster Stadtrat und sechs weitere Stadträte angehören. Bürgermeister ist seit dem 17. Januar 2021 der parteiunabhängige Dominik Stadler. Er setzte sich am 1. November 2020 im ersten Wahlgang gegen Amtsinhaber Achim Knoke (SPD), der sich um eine zweite Amtszeit beworben hatte, bei 50,69 Prozent Wahlbeteiligung mit 54,91 Prozent der Stimmen durch.
Amtszeiten der Bürgermeister
| Amtszeit  | Amtsinhaber/in     | Lebensdaten | Partei | Bemerkung/Quellenangabe                                                                                             |
| --------- | ------------------ | ----------- | ------ | --- |
| 1945–1952 | Wilhelm Jakob Melk | 1887–1971   |        | [ 52 ] |
| …         | ---                | ---         | ---    | |
| 1978–1990 | Norbert Schäfer    | 1939–2017   | CDU    | [ 53 ] |
| 1990–2002 | Kurt Lambert       | 1940–2020   | CDU    | [ 54 ] |
| 2003–2009 | Reinhard Rupprecht | ---         | CDU    | gewählt sowohl in der Stichwahl vom 28. April 2002 als auch in der Wiederholung der Direktwahl am 10. November 2002 |
| 2009–2015 | Gabi Coutandin     | ---         | SPD    | |
| 2015–2021 | Achim Knoke        | ---         | SPD    | |
| 2021–2027 | Dominik Stadler    | ---         |        | [ 49 ] |

### Ortsbezirke
Folgende Ortsbezirke mit Ortsbeirat und Ortsvorsteher nach der Hessischen Gemeindeordnung gibt es im Gemeindegebiet:
- Ortsbezirk Kerngemeinde Babenhausen (Gebiete der ehemaligen Stadt Babenhausen). Der Ortsbeirat besteht aus 11 Mitgliedern.
- Ortsbezirk Harpertshausen (Gebiete der ehemaligen Gemeinde Harpertshausen). Der Ortsbeirat besteht aus 5 Mitgliedern.
- Ortsbezirk Harreshausen (Gebiete der ehemaligen Gemeinde Harreshausen). Der Ortsbeirat besteht aus 5 Mitgliedern.
- Ortsbezirk Hergershausen (Gebiete der ehemaligen Gemeinde Hergershausen). Der Ortsbeirat besteht aus 7 Mitgliedern.
- Ortsbezirk Langstadt (Gebiete der ehemaligen Gemeinde Langstadt). Der Ortsbeirat besteht aus 7 Mitgliedern.
- Ortsbezirk Sickenhofen (Gebiete der ehemaligen Gemeinde Sickenhofen). Der Ortsbeirat besteht aus 7 Mitgliedern.

Für Details siehe die jeweiligen Stadtteilartikel.

### Ortsbeirat Kernstadt Babenhausen
Bei den Kommunalwahlen in Hessen 2021 betrug die Wahlbeteiligung zum Ortsbeirat 52,05 %. Dabei wurden gewählt: je zwei Mitglieder der CDU, der SPD, des Bündnis 90/Die Grünen und der „Freien Wähler Babenhausen“ (FWB), sowie ein Mitglied der FDP. Der Ortsbeirat wählte Monika Heinlein (CDU) zur Ortsvorsteherin.

### Wappen und Flagge

#### Wappen
| Wappen von Babenhausen | Blasonierung: „Geviert: 1 und 4 in Gold drei rote Sparren, 2 und 3 in Silber übereinander zwei schreitende, herschauende, rot gezungte schwarze Löwen.“ |
| Wappen von Babenhausen | Der Ort erhielt 1295 städtische Freiheiten und um 1310 ein eigenes Siegel, das in einem quadratischen Damenschild das Wappen enthält. Die Zusammenstellung entspricht den damaligen Besitzverhältnissen: Die Sparren führten die Herren von Hanau im Schild, für die Herkunft der Löwen bzw. Leoparden gibt es zwei Theorien: Entweder stammen sie aus dem Wappen derer von Hohenlohe, da Ulrich von Hanau 1310 die früher münzenbergische Herrschaft Babenhausen seiner Frau Agnes von Hohenlohe als Morgengabe überlassen hatte, oder sie stammen aus dem Wappen der Grafschaft Hanau-Lichtenberg, deren rechtsrheinische Residenzstadt 1458 bis 1736 Babenhausen war. Im 19. Jahrhundert wurde das Stadtwappen mitunter falsch tingiert, die Herkunft der Löwen unrichtig erklärt. |

#### Flagge
Am 30. Januar 1981 wurde der Stadt Babenhausen durch das Hessische Innenministerium eine Flagge genehmigt, die wie folgt beschrieben wird: „Zwischen den mit jeweils einem goldenen Faden belegten roten Randstreifen in der oberen Hälfte des weißen Mittelstreifens das Stadtwappen.“

### Städtepartnerschaften

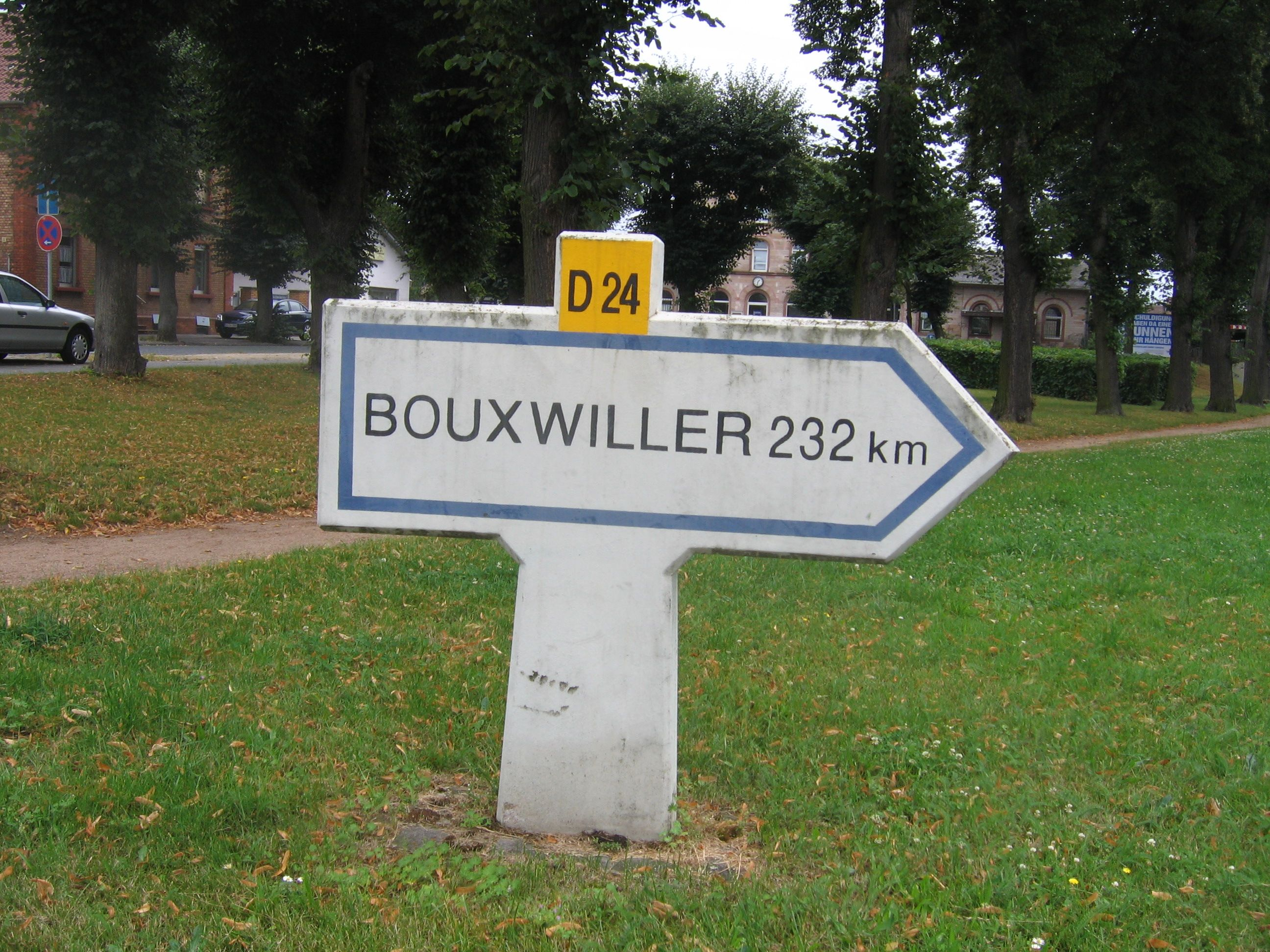
Hinweis in Babenhausen auf die Partnerstadt Buchsweiler

Babenhausen unterhält mit der Stadt Bouxwiller im Elsass, in Frankreich, seit 1984 eine Städtepartnerschaft. 2004 wurde die zwanzigjährige Verschwisterung mit zwei großen Feiern – einer in Bouxwiller, einer in Babenhausen – begangen.
Freundschaftliche Beziehungen bestehen zu Babenhausen (Schwaben) in Bayern und Lichtentanne in Sachsen.

## Kultur und Sehenswürdigkeiten

### Natur und Schutzgebiete
Das Natura-2000-Gebiet „In den Rödern bei Babenhausen“ südöstlich der Stadt ist mit 86 ha Sandlebensräumen von herausragender Bedeutung für zahlreiche Tiere und Pflanzen (FFH- und EU-Vogelschutzgebiet 6019-302). Ehemals diente es als Truppenübungsplatz, seit 2007 wurden die Patriot-Stellungen abgebaut und zu naturnahen Biotopen umgestaltet. Zur Erhaltung der ausgedehnten offenen Sandrasen erfolgte übergangsweise eine Beweidung durch Schafe. Seit Juni 2014 beweiden Przewalskipferde dauerhaft die Flächen. Damit wird zugleich ein Beitrag zur Erhaltung dieser fast ausgestorbenen Steppenart geleistet. Für Besucher wurde innerhalb des umzäunten Geländes ein Rundgang mit Aussichtshügel angelegt. Im Mai 2016 kam zu den fünf Przewalskistuten noch ein Hengst hinzu.
In dem kleinen Natura2000-Gebiet „VDO-Siemens Betriebsgelände nördlich Babenhausen“ auf dem Firmengelände der VDO Automotive der Continental AG (FFH-Gebiet 6019-305) gibt es eine der größten Populationen Deutschlands der sehr seltenen Pionierpflanze Sand-Silberscharte (Jurinea cyanoides).
In den Hergershäuser Wiesen befinden sich die Naturschutzgebiete „Die kleine Qualle von Hergershausen“ und „Auf dem Sand zwischen Hergershausen und Altheim“. Nördlich von Hergershausen liegt das NSG „Brackenbruch bei Hergershausen“ mit Feuchtwiesen, Gewässern und naturnahen Waldbeständen. Diese drei Schutzgebiete sind eingebettet in die größeren Natura2000-Gebiete „Untere Gersprenz“ (FFH-Gebiet 6019-303) bzw. „Untere Gersprenzaue“ (EU-Vogelschutzgebiet 6119-401), Teilfläche Hergershausen.
Die Schöne Eiche bei Harreshausen (Naturdenkmal) ist eine rund 550 Jahre alte Pyramideneiche mit einem Stammumfang von 3,85 Metern. Sie gilt als Mutter der Pyramideneichen und botanische Rarität. Weitere Pyramideneichen befinden sich am Spessartplatz.
- siehe auch Liste der Naturdenkmale in Babenhausen (Hessen)

### Bauwerke

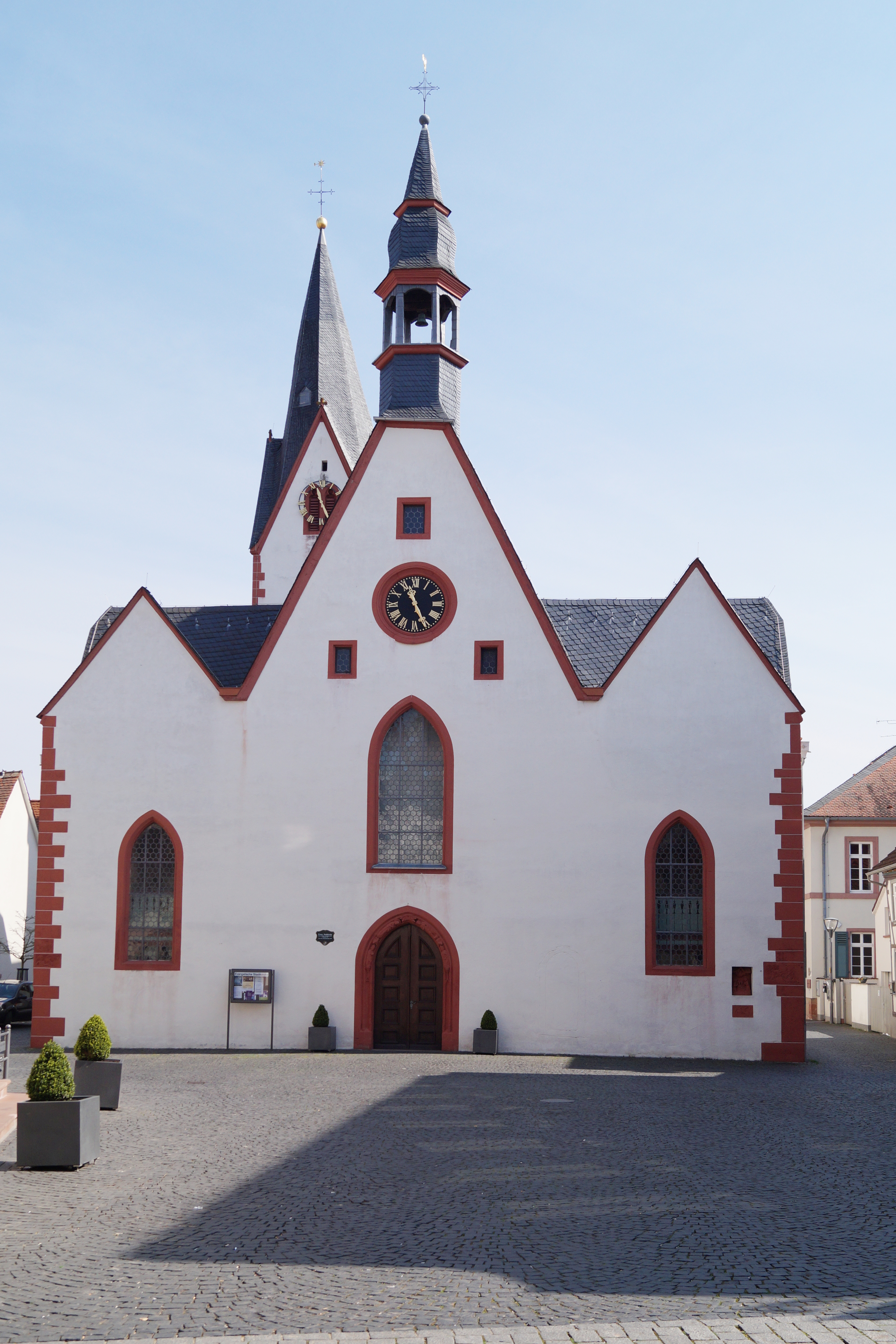
Stadtkirche und Marktplatz

- Schloss Babenhausen, im Kern staufisch 12./13. Jahrhundert
- Stadtmühle (Ende 14. Jahrhundert)
- Stadtmauer (1445) mit Hexenturm und Breschturm
- Marktplatz mit Rathaus, 13 Patrizierhäusern und der
- Evangelische Stadtkirche St. Nikolaus
- Altes Jagdschlösschen Harreshausen
- Evangelische Kirche (neugotisch) in Langstadt, eingeweiht 19. September 1880

### Regelmäßige Veranstaltungen
- „Ball der Vielharmonie“ der Gesangvereine der Kernstadt im Januar
- Rosenmontagsball in der Stadthalle, jedes Jahr am Rosenmontag
- Fastnachtsumzug am Fastnachtsdienstag
- Ostermarkt mit Gewerbeschau
- Sommernachtsfest der Freiwilligen Feuerwehr Babenhausen am dritten Samstag im Juli
- BEBEN Beach-Party-Festival, jedes Jahr am ersten Wochenende im August (Donnerstag–Samstag)
- Waldfest am zweiten Sonntag im August (letztmals 2015)
- Altstadtfest (zweites Wochenende im September)
- Kunst- und Kulturtage im November (letztmals 2017)
- Weihnachtsmarkt in der Altstadt am ersten Adventswochenende

## Wirtschaft und Infrastruktur

### Flächennutzung
Das Gemeindegebiet umfasst eine Gesamtfläche von 6685 Hektar, davon entfallen in ha auf:
| Nutzungsart             | Nutzungsart             | 2011 | 2015 | 2021 |
| ----------------------- | ----------------------- | ---- | ---- | ---- |
| Gebäude- und Freifläche | Gebäude- und Freifläche | 422  | 433  | 708  |
| davon                   | Wohnen                  | 235  | 240  |      |
|                         | Gewerbe                 | 70   | 72   |      |
| Betriebsfläche          | Betriebsfläche          | 167  | 162  |      |
| davon                   | Abbauland               | 155  | 149  |      |
| Erholungsfläche         | Erholungsfläche         | 41   | 46   |      |
| davon                   | Grünanlage              | 21   | 25   |      |
| Verkehrsfläche          | Verkehrsfläche          | 377  | 384  | 392  |
| Landwirtschaftsfläche   | Landwirtschaftsfläche   | 2177 | 2277 |      |
| davon                   | Moor                    | 0    | 0    |      |
|                         | Heide                   | 0    | 0    |      |
| Vegetaion               | Vegetaion               |      |      | 5446 |
| Waldfläche              | Waldfläche              | 3246 | 3239 |      |
| Wasserfläche            | Wasserfläche            | 92   | 125  | 139  |
| Sonstige Nutzung        | Sonstige Nutzung        | 165  | 21   |      |

### Bildung
In der Stadt Babenhausen gibt es drei Grundschulen, eine Gesamtschule, ein sonderpädagogisches Beratungs- und Förderzentrum sowie Gymnasium. Zuständigkeit für diese Schulen ist das Schulamt des Landkreises Darmstadt-Dieburg.
- Grundschule im Kirchgarten
- Bachwiesenschule Hergershausen (Grundschule)
- Markwaldschule Langstadt (Grundschule)
- Joachim-Schumann-Schule – Offene Schule Babenhausen (Integrierte Gesamtschule)
- Bachgauschule in Babenhausen (Oberstufengymnasium)
- Edward-Flanagan-Schule in Babenhausen (Schule mit dem Förderschwerpunkt Lernen; Sonderpädagogisches Beratungs- und Förderzentrum)

### Verkehr

#### Straße
Historisch liegt Babenhausen am Kreuzungspunkt von drei alten Handelsstraßen, den Verbindungen Odenwald–Frankfurt, Franken–Frankfurt und Darmstadt–Aschaffenburg. Babenhausen liegt an der Bundesstraße 26. Die Deutsche Fachwerkstraße führt durch Babenhausen.

#### Eisenbahn

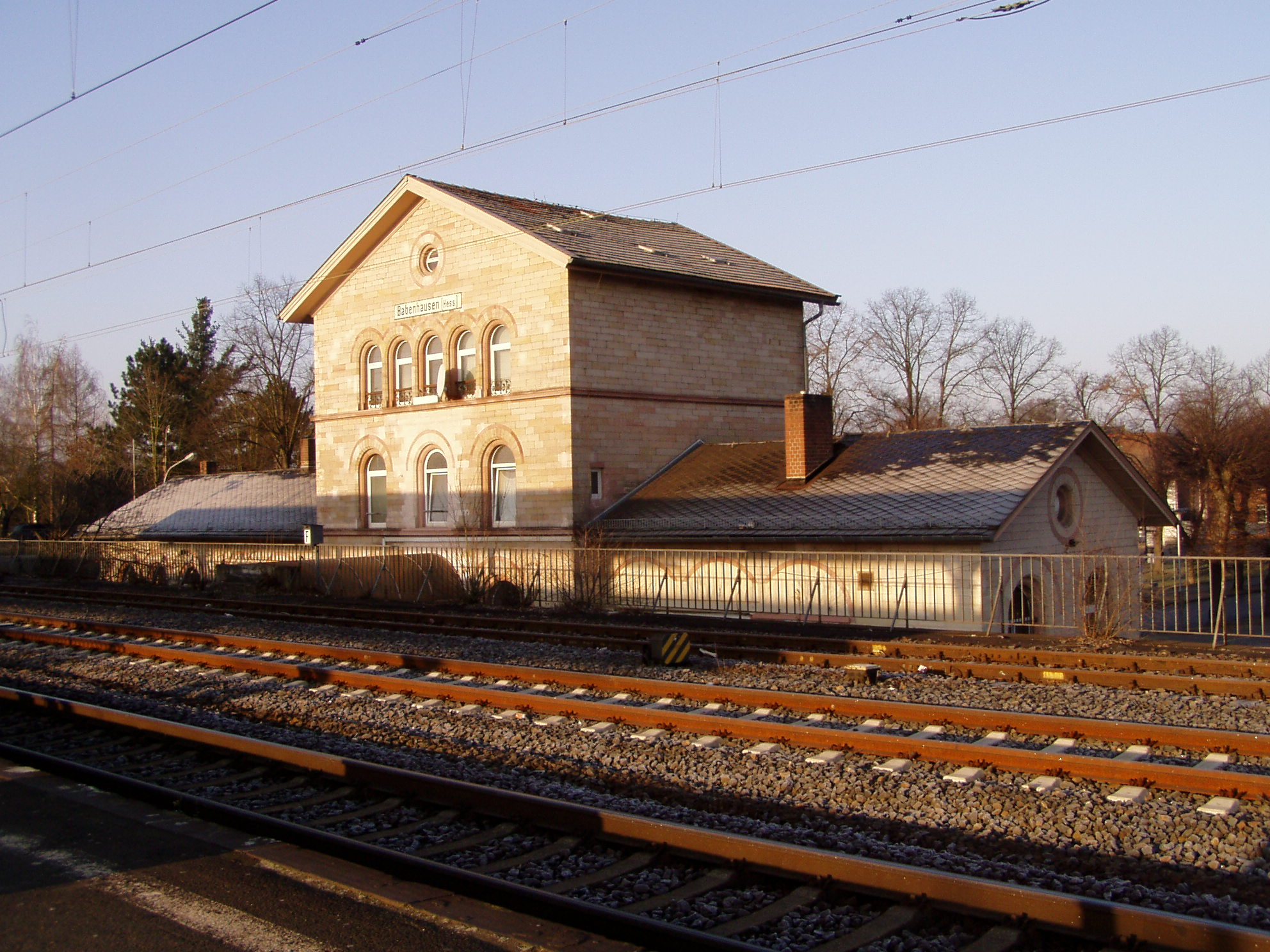
Bahnhof Babenhausen, Gleisseite nach Höherlegung der Gleisanlagen in den 1920er Jahren

Den Bahnhof Babenhausen (Hessen) erhielt die Stadt 1858, als die Hessische Ludwigsbahn die Rhein-Main-Bahn eröffnete. Babenhausen lag im Abschnitt der Strecke zwischen Darmstadt Ludwigsbahnhof (heute: Darmstadt Hauptbahnhof) und Aschaffenburg Hauptbahnhof. Zwanzig Jahre später wurde Babenhausen Kreuzungsbahnhof mit der Odenwaldbahn, deren Streckenast Babenhausen–Eberbach 1870 und 1882 im Abschnitt Babenhausen–Hanau Ost (heute: Hanau Hauptbahnhof) in Betrieb ging. In den 1920er Jahren begannen wegen ansteigenden Straßenverkehrs große Umbaumaßnahmen am Bahnhof: Die Gleise wurden fünf Meter höher auf einen Damm gelegt, die Bahnübergänge an der Aschaffenburger und an der Darmstädter Straße geschlossen. Direkt neben dem Empfangsgebäude wurde eine Unterführung zur heutigen B 26 gebaut. Die Arbeiten wurden 1928/1929 abgeschlossen. Das Bahnhofsumfeld wurde 2014–2016 im Zuge eines Stadtumbauprojektes neu gestaltet, eine Fußgängerunterführung hergestellt und Barrierefreiheit hergestellt. Der Bahnhof verfügt über zwei Park&Ride-Anlagen im Norden und Süden sowie überdachte Radabstellflächen und abschließbare Fahrradboxen.
Zusätzlich befindet sich am Bahnhof ein wichtiger Knotenpunkt des regionalen Busverkehrs. Im Zuge des Stadtumbaus wurden die Haltestellen auf den Bahnhofsvorplatz verlagert.

### Unternehmen
Der Autozulieferer Continental ist der größte Arbeitgeber in Babenhausen und im Landkreis Darmstadt-Dieburg. Das Werk gehört zum Geschäftsbereich Continental Automotive GmbH. Ende 2018 waren dort 3600 Mitarbeiter beschäftigt. Im September 2019 kündigte das Unternehmen an, bis Ende 2025 die Serienproduktion der Anzeige- und Bedienelemente aufzugeben. Dadurch sollen etwa 1800 Beschäftigte ihre Arbeit verlieren: 1800 in der Produktion und 450 in der Entwicklungsabteilung. Mit Demonstrationen und Streikaktionen fordern die Betroffenen und die IG Metall, den Standort zu erhalten und einen Sozialtarifvertrag abzuschließen.
Weit über Babenhausen hinaus bekannt sind die Erzeugnisse der Lässig GmbH. Das mittelständische Familienunternehmen mit etwa 80 Mitarbeitern entwickelt und vertreibt Produkte für Familien mit Klein- und Schulkindern, unter anderem Wickeltaschen und Wickelrucksäcke.
Mehrere Unternehmen betreiben Sand- und Kiesabbau, unter anderem die Schumann & Kardt GmbH & Co. KG bei Harreshausen, die Kieswerke Kaspar Weiss GmbH & Co. KG nördlich der Bundesstraße 26 bei Harreshausen und die HeidelbergCement AG.
Fast 200 Jahre lang wurde in Babenhausen auch Bier gebraut. Die Privatbrauerei Michelsbräu GmbH hat ihre Produktion 2011 eingestellt; das Unternehmen wurde 2021 von der Pfungstädter Brauerei übernommen.

## Persönlichkeiten

### Söhne und Töchter der Stadt
- Reinhard Hanauer (unbekannt–1529), Propst zu Neuweiler und Domherr in Worms
- Maximilian Adam von Blumencron (* 1612 als Maximilian Adam Ludwig; † nach 1690), Militär der Katholischen Liga im Dreißigjährigen Krieg, Amtmann der Fürstbischöfe von Würzburg und Begründer des Adelsgeschlechtes der Ritter (später Freiherren) von Blumencron
- Wilhelm Grünewald (1859–1925), Politiker (Fortschrittliche Volkspartei, DDP), MdL (Hessen), Mitglied der Weimarer Nationalversammlung
- Oskar Hock (1898–1976), Arzt, NSDAP-Funktionär, SS-Brigadeführer und Generalmajor der Waffen-SS
- Helmut Luft (* 1924), Nervenarzt
- Tobias Jahn (* 1986), Basketballspieler
- Heinrich Klein (1932–1989), Politiker (SPD); 1970–1976 Landrat des Landkreises Dieburg und 1976–1989 Mitglied des Deutschen Bundestages, geboren in Hergershausen
- Johann Adam Oest (1946–2019), Schauspieler und Ensemblemitglied am Wiener Burgtheater
- Heinrich Leonhard Kolb (* 1956), Politiker (FDP), MdB (1990–2013)

### Weitere Persönlichkeiten mit Verbindungen zur Stadt
- Erasmus Alberus (* um 1500 in Bruchenbrücken; † 5. Mai 1553 in Neubrandenburg), Reformator, sollte ab 1544 für Graf Philipp IV. von Hanau-Lichtenberg die Reformation im Amt Babenhausen durchführen, wurde aber im Jahr darauf nach einem Streit mit seinem Landesherrn trotz der Fürsprache Philipp Melanchthons entlassen.[70]
- Jürgen Schumann (* 29. April 1940 in Colditz; † 16. Oktober 1977 in Aden, Jemen), Pilot der Lufthansa, RAF-Opfer, letzter Wohnort Babenhausen, wurde dort beigesetzt
- Janik Bachmann (* 6. Mai 1996 in Groß-Umstadt), Fußballspieler